# Ejibó
Ejibó ou Ejibô (em iorubá: Ejigbo) é uma cidade e área de governo local no estado de Oxum na Nigéria. Com uma área de 373,8 quilômetros quadrados, de acordo com o censo de 2016, a área de governo local tinha cerca de 182 500 pessoas, enquanto o centro urbano tinha uma população de 69 366 habitantes em 1991. Seu código postal é 232.